# エコ怪獣
エコ怪獣（エコカイジュウ）は、日本のアーティスト。2012年4月1日に「Rachel / エコ怪獣ボス」が中心となり結成。エレクトロロック音楽を主軸に、芝居とダンスを加えたパフォーマンスが特徴。2016年1月発売シングルCD「サササササ / 大きな魚」オリコンデイリーランキング最高10位、タワーレコード全店1位を獲得。

## メンバー
| 人名                  | パート   |
| --------------------- | -------- |
| Rachel / エコ怪獣ボス | ボーカル |
| ヴィーナス・シンコ    | DJ       |

| 人名       | パート               |
| ---------- | -------------------- |
| 怪獣アヤカ | ダンス               |
| 人形リリィ | バイオリン＆ボーカル |
| 人形エリィ | ダンス               |
| 妖精ユナ   | ダンス               |
| 妖精ユメ   | ダンス               |
| 怪獣サエ   | ダンスボーカル       |

## ディスコグラフィ

### シングル
| 枚   | リリース日     | タイトル                                                                                             |
| ---- | -------------- | --- |
| 1st  | 2012年11月17日 | ぴんぽんしゅーず（自主制作CD）                                                                       |
| 2nd  | 2012年12月28日 | ぱーてぃーないと（自主制作CD）                                                                       |
| 3rd  | 2013年3月17日  | 怪獣戦隊エコレンジャー（自主制作CD）                                                                 |
| 4th  | 2013年6月1日   | ぱらだいす（自主制作CD）                                                                             |
| 5th  | 2013年9月2日   | まじっくすとろべりー（自主制作CD）                                                                   |
| 6th  | 2013年9月2日   | きゃりおん（自主制作CD）                                                                             |
| 7th  | 2013年12月24日 | 彗星らいだー（自主制作CD）                                                                           |
| 8th  | 2015年4月14日  | 怪獣ROCK'N'ROLL（自主制作CD）                                                                        |
| 9th  | 2015年10月16日 | 怪獣ハロウィン（自主制作CD）                                                                         |
| 10th | 2015年12月15日 | エコエコ怪獣クリスマス（自主制作CD）                                                                 |
| 11th | 2016年1月26日  | サササササ / 大きな魚（オリコンデイリーランキング10位（2016年1月25日付）タワーレコード全店1位        |
| 12th | 2016年4月1日   | さくら（ヴィレッジヴァンガード高円寺店コラボ初回特典付きCD）                                         |
| 13th | 2016年10月25日 | メロンマン / ドリームランド / 戦う白黒スウィーツ（オリコンデイリーランキング17位（2016年10月24日付） |

### アルバム
| 枚  | リリース日    | タイトル                                                             |
| --- | ------------- | -------------------------------------------------------------------- |
| 1st | 2012年12月1日 | 怪獣ぷれみあむCD                                                     |
| 2nd | 2014年9月24日 | びびびぴぴ（タワーレコード渋谷店9月29日付総合デイリーランキング5位） |

### 配信限定
現在、世界130カ国357サイトから音楽配信、着うた、着うたフル、RBTを配信中。
| リリース日     | タイトル         |
| -------------- | ---------------- |
| 2012年11月17日 | ぴんぽんしゅーず |
| 2014年9月24日  | びびびぴび全6曲  |

## 人物
エコ怪獣ボス
曲がったことが嫌いな起伏激しい性格、生物の悲しみを食べる特徴がある。
マイクはaudio-technica,shure製品を愛用。
「コケティッシュな歌声」とCDJournalで評価。また「ロック」と田中昌之に評される。
以前はyahooブログ（その後ameba公式へ移行するも現在は削除）にて自身のブログを運営しており、総合ランキング最高3位、3か月に渡りTOP10入りした。
エコ怪獣の前バンドでは、デスボイスと称されるシャウトも積極的にとりいれたスクリーモバンドのボーカルを担当しており、itunesではアメリカでのダウンロードが多かった。
P!NKとフューネラル・フォー・ア・フレンドの大ファンである。
極度の高所恐怖症である。

ヴィーナス・シンコ
エコ怪獣の芝居の脚本、演出。すべての楽曲（作詞・作曲・編曲・マスタリング・リミックス）を制作している。
作曲家（パチンコメーカーニューギン、博水社ハイサワーラジオ番組音楽担当、FM局ジングル制作、アーティスト・アイドルへ楽曲提供等）。
幼少期より器楽クラブで金管楽器（コルネット・トランペット・ユーフォニウム・チューバ）を担当。県大会3位銅賞受賞。
坂本龍一らのツアーメンバーで知られるサックス奏者、沢村満に師事。
細野晴臣と対面したことをきっかけに本格的に音楽の道を志す。
そうる透のドラム通信講座を受講していたことがあった。
ピアノを独学で学びながらDTMに没頭。
小さい頃、初めて入ったお化け屋敷で迷子になったことがきっかけで、それからお化け屋敷には入れない。
使用DAW(ProTools)
ライブでは、Novation製キーボードを主に使用。
自分のことを「女神」「ヴィーナス」と呼称することが多い。
好きな男性のタイプは中日ドラゴンズの浅尾拓也。

## メディア
- NHK「あさイチ」にて、松戸ブティックホテルを拠点とする不思議な音楽グループとして紹介される。2018年2月7日
- 日本テレビ「笑ってこらえて！」にて、エコ怪獣のお花見オフ会の様子が紹介される。2017年5月31日[4]
- テレビ愛知「乃木坂工事中」にて、エコ怪獣のライブの様子が紹介される。2015年8月2日[5]
- テレビ東京「センニュウ☆感」にて、エコ怪獣の練習の様子が紹介される。2015年5月17日[6]
- テレビ局福島放送番組「福歌丸」にて紹介される。　2014年8月16日[7]
- FMサルース「muse Amuse」ゲスト出演　2013年5月23日[8]
- TBSラジオ「あなたへモーニングコール」エコ怪獣楽曲「ぴんぽんしゅーず」がオープニングテーマに採用される。2013年2月25日〜3月3日の1週間[9]
- 大塚商会「AppleCLIP」にゲスト出演　2013年1月18日[10]
- ホットペッパー・ホットペッパービューティーにライブの様子が掲載　2013年1月号
- テレビ朝日「MUSICるTV」旬なアーティストとして紹介される。 2012年11月26日放送分[11]

## その他
- 2018年9月2日にて解散することを発表。ラストライブ大塚Hearts NEXT 岩下の新生姜の社長とコラボ。
- 2018年2月2日Twitterにて、エコ怪獣はアイドルグループでの活動を終え、元立ち上げメンバーであるエコ怪獣ボス、ヴィーナス・シンコの活動の場になることを発表。他メンバーはソロ活動等に。
- 2017年3月25日、西川口ハーツで初代エコ怪獣の活動を終了する。これにより、エコ怪獣ボス、女神ヴィーナス・シンコは表舞台から退くこととなる。すでにアイドルとして活動していた二代目エコ怪獣を中心とし、2017年4月からアイドルグループエコ怪獣の名前で活動することを発表。
- 2016年10月25日発売のシングル「メロンマン」が、1/24付オリコンデイリーランキング17位、タワーレコード総合デイリーランキング1位、タワーレコードインディーズ総合ウィークリーランキング1位を獲得した。
- 2016年4月から、初代エコ怪獣、二代目エコ怪獣、マリリンピーチの3ユニットで活動。
- 2016年1月26日発売のシングル「サササササ/大きな魚」が、1/25付オリコンデイリーランキング10位、タワーレコード総合デイリーランキング1位、タワーレコードインディーズ総合ウィークリーランキング1位を獲得した。
- エコ怪獣の振付は主に少女☆タコサムが担当している。
- パチンコメーカー「ニューギンアドバンス社」製品「エコポリシステム」のイメージソングを担当。提供楽曲「エコポリ」。社の電話保留音にも採用。
- エコ怪獣ボス、ヴィーナス・シンコは、過去にコミュニティーラジオ局FMうらやす、FMやまとで、パーソナリティを務めていた。